# Jatiluhur (Jatiluhur)
Jatiluhur is een bestuurslaag in het regentschap Purwakarta van de provincie West-Java, Indonesië. Jatiluhur telt 3541 inwoners (volkstelling 2010).